# Samouillan
Samouillan ist eine französische Gemeinde mit 110 Einwohnern (Stand 1. Januar 2022) im Département Haute-Garonne in der Region Okzitanien (zuvor Midi-Pyrénées). Die Einwohner werden als Samouillanais oder Samouillanois bezeichnet.

## Geographie
Umgeben wird Samouillan von den fünf Nachbargemeinden:
|        | Lussan-Adeilhac                             |            |
| Benque | Kompassrose, die auf Nachbargemeinden zeigt | Francon    |
|        | Bachas                                      | Terrebasse |

## Bevölkerungsentwicklung
| Jahr                      | 1962 | 1968 | 1975 | 1982 | 1990 | 1999 | 2004 | 2009 | 2016 | 2019 |
| ------------------------- | ---- | ---- | ---- | ---- | ---- | ---- | ---- | ---- | ---- | ---- |
| Einwohner                 | 166  | 154  | 130  | 124  | 99   | 108  | 102  | 123  | 131  | 112  |
| Quelle: Cassini und INSEE |      |      |      |      |      |      |      |      |      |      |

## Sehenswürdigkeiten
- Kirche St-Martin, erbaut im 12./13. Jahrhundert (Monument historique)

Siehe auch: Liste der Monuments historiques in Samouillan